# Ken Marschall
Ne doit pas être confondu avec Kenneth Marshall.
Ken Marschall, né le 28 octobre 1950 à Whittier  (Californie), est un artiste connu pour ses peintures de célèbres paquebots, spécialiste du RMS Titanic. Lors de la découverte de l'épave de ce dernier par Robert Ballard, Marschall a réalisé de nombreuses peintures de celle-ci, qui ont fait la couverture de Time magazine entre autres.
Passionné par le Titanic depuis sa jeunesse, il entretient une correspondance avec Walter Lord, historien du Titanic, jusqu'à sa mort. Il a également fréquenté certains des derniers survivants du naufrage, dont Eva Miriam Hart.
Il a coécrit avec l'historien Don Lynch l'ouvrage Titanic, la Grande Histoire illustrée, et a participé avec lui, comme consultant historique, à la réalisation du film de James Cameron : Titanic et Les Fantômes du Titanic. Il avait déjà travaillé avec Cameron à la peinture de décors pour le film Terminator.

## Biographie
Ken Marschall est né le 28 octobre 1950 à Whittier en Californie. Très jeune, il manifeste une forte passion pour le dessin et la peinture. Avec le divorce de ses parents, alors qu'il est âgé de sept ans, le jeune garçon commence également à s'intéresser aux naufrages et autres catastrophes.
En 1967, il peint sa première véritable œuvre, représentant le Titanic fendant les flots. Bien que rejetée par le jury du concours auquel Marschall la présente, au prétexte qu'elle est trop réaliste, cette toile lui permet également de recevoir sa première commande. Cette passion pour le paquebot lui vient du film Titanic réalisé en 1953. Dès le milieu des années 1960, il s'affaire à la construction d'une maquette du navire, et, ayant besoin de détails, contacte l'historien Walter Lord, auteur de l'ouvrage à succès La Nuit du « Titanic » paru en 1955. Les deux hommes entretiennent par la suite une importante correspondance. Ceci permet également à Marschall d'intégrer la Titanic Historical Society et de se faire des relations parmi les passionnés.
Dans les années qui suivent, Marschall reçoit des commandes d'amateurs de navires, en particulier du Titanic. Une société l'appelle également à son service pour concevoir une maquette du paquebot destinée au commerce. En 1977, enfin, il aide à concevoir une maquette du navire pour les besoins du film La Guerre des abîmes. Peu après, il intègre une société d'effets spéciaux pour le cinéma. James Cameron fait appel à lui pour peindre un décor d'arrière plan de son film Terminator et est fasciné par son travail.
Par ailleurs, Marschall rencontre nombre de personnalités liées au Titanic, notamment des rescapés du drame, et se crée une importante collection en rapport avec le paquebot. En 1985, l'épave du Titanic est découverte. L'année suivante, une peinture de celle-ci par Marschall fait la une de Time Magazine. En 1996, il participe avec l'historien Don Lynch à la rédaction de l'ouvrage « Titanic », la Grande Histoire illustrée. Il participe également à la création des décors du film Titanic en conseillant l'équipe de décorateurs, et certaines des vues du film sont directement inspirées de ses peintures, comme l'escale du paquebot à Cherbourg.